# The Hard Times of RJ Berger
The Hard Times of RJ Berger foi uma série de televisão americana de comédia criada por David Katzenberg e Grahame-Smith Seth, que vai ao ar na MTV. A primeira temporada estreou em 6 de junho de 2010, e terminou no dia 23 de agosto do mesmo ano, com a emissora renovando a série para uma segunda temporada em 24 de março de 2011.

## Produção
The Hard Times of RJ Berger originou de um pequeno filme com uma premissa semelhante, intitulado The Tale of RJ, escrito e dirigido por David Katzenberg e produzida por Seth Grahame-Smith. Grahame-Smith disse que "o curta foi apenas um cartão de chamada, para nós como uma equipe e de David como director, especificamente... Enviamos em torno de um monte de lugares, e a MTV foi a primeira a realmente a querer lançar , "Nós achamos que há uma série aqui." Os executivos da MTV estavam interessados no desenvolvimento de séries de televisão escritas a todo o tempo e Katzenberg e Grahame-Smith fizeram sua curta-metragem. Em Junho de 2009, a MTV anunciou várias séries em desenvolvimento, incluindo Hard Times. Foi descrita como "uma irreverente série  de meia hora que orbita a vida divertida e infernal do RJ Berger, desesperadamente impopular aos quinze anos de idade. Quando o dom anatómico de RJ é dramaticamente revelado na frente de toda a escola, ele vai de anónimo infame, e encontra a sua primeira tira de confiança. Mas com cada passo que dá para a popularidade, RJ leva dez passos para trás como ele lida com um melhor amigo a tentar capitalizar sobre sua fama repentina, um corpo de estudante, e uma vida verdadeiramente insana." Katzenberg indicou que ele pensava que The Hard Times of RJ Berger lembra "Anos Incríveis"
Os criadores da série, Katzenberg e Grahame-Smith são os showrunners e produtores executivos. Cada episódio da primeira temporada foi escrito antes das filmagens começarem. Algumas palavras seriam censuradas; Grahame-Smith disse que "o bleeping" foi utilizada de forma estratégica. Às vezes é porque não queremos mudar uma palavra que não iria se sentir real. E então, às vezes, vamos dar uma palavra que pudesse fugir, mas podemos pôr um bleep apenas porque é mais engraçado se você pensa que ele está dizendo algo ainda mais terrível. " A temporada foi filmada em HD, com cada episódio filmado em três dias e meio. Cada episódio apresenta uma animação, Katzenberg disse que "A regra de nossos segmentos animados, são para contar uma história que não possa dar ao luxo de dizer, ou mostra algo que graficamente não podemos mostrar."
em 2011 a série foi cancelada por  "falta de audiencia" o que causou muita raiva entre os fãs da série.

## Elenco e personagens

### Personagens principais

#### RJ Berger
- Intérprete: Paul Iacono

RJ Berger: o personagem principal. Um nerd, socialmente desajeitado de 15 anos de idade na escola. Ele é tímido, cínico, e geralmente escolhido por seus pares. Ele é apaixonado por Jenny Swanson desde que ele a viu, mas ele foi muito tímido para proclamar o seu amor por ela e tem medo de se bater pelo namorado, Max. Ele é forçado para a ribalta quando uma luta força vários jogadores a serem expulsos do jogo. O Treinador diz a RJ que se ele quiser continuar a saltar de ginástica, ele tem que jogar. RJ coloca um uniforme que é muito grande para ele. Quando ele atira a bola e erra, seu calção cai, seguido por seu suporte atlético e, portanto, mostrando seu dom para toda a escola. Ele se torna famoso e tratado quase como um Deus por seus colegas. Ele alegou que seu dom é uma maldição porque quando Natsumi Taniko, uma menina asiática estava na aula de Inglês, começou a dar-lhe sexo oral, ela engasgou e quase morreu (de acordo com o RJ). No entanto, ele decide começar uma vida social e participar de actividades mais depois da escola e seu objectivo final de conquistar o amor de Jenny.

#### Miles Jenner
- Intérprete: Jareb Dauplaise

Miles Jenner: é engraçado, gordo, louco por sexo, melhor amigo de RJ. Ele é obcecado em se tornar popular e ficar com as meninas. Ele sempre tem uma câmera de vídeo com ele. Quando ele descobre o segredo de RJ, ele persistentemente incentiva RJ a usá-lo para tornar-se tão popular, para que ele também se torne popular. Ele também tem um irmão mais velho chamado Chet, que se mostra um ex-veterano louco.

#### Lily Miran
- Intérprete: Kara Taitz

Lily Miran: uma garota  desajeitada e louca por sexo, que tem sentimentos obcecados por RJ, ela sempre o persegue. Apesar do fato de RJ não corresponder os seus sentimentos, ela espera para que ele repare nela. Ela não tem nenhum senso de moda o que torna ela a ter um gosto incomum com seu cabelo. No episódio 11 ela revela que ela mesmo faz suas roupas e seus penteados! Ela insulta Miles rindo por ele estar acima do peso, embora eles fiquem juntos no episódio da festa de RJ enquanto estavam bebados. RJ pergunta a Lily se ela quer ir ao baile da escola no episódio 11 e Lily afirma que ela é "a garota mais feliz do mundo" sendo atropelada por um ônibus em seguida.

#### Jenny Swanson
- Intérprete: Amber Lancaster

Jenny Swanson: É a garota dos sonhos de RJ. É bonita, popular e líder de torcida. Ela não é metida, ou uma diva, é até carinhosa com RJ.  Ela fica impressionada com RJ, depois que ele enfrenta Max Owens o namorado dela, depois disso eles até trocam emails. Ela sabe  provocar. Não se sabe se ela sabe se RJ gosta dela ou se ela se apaixona pelo seu carinho.

#### Max Owens
- Intérprete: Jayson Blair

Max Owens: Arrogante, egoísta e detestável, é atleta da escola,e veio do Canadá . Ele constantemente comete bulling a RJ e humilha-o por qualquer motivo. Ele é namorado de Jenny e é muito defensivo em relação a ela. Ele sabe que RJ ama Jenny e por isso a beija em frente do RJ apenas para provoca-lo.

### Papéis recorrentes

#### Suzanne e Rick Berger
- Intérpretes: Beth Littleford e Larry Poindexter

Suzanne e Rick Berger: Pais de RJ. Eles falham como pais e às vezes o constrangem, até mesmo quando eles tentam fazer ele se sentir melhor. Eles também são retratados como obececados por sexo,eles até fazem um "quarteto" com seus vizinhos durante o jantar, que depois pode ser ouvido do quarto de RJ.

#### Robin Pretnar
- Intérprete: Ciena Rae

Robin Pretnar: Melhor amiga de Jenny Swanson até o momento que Max termina com Jenny e eles ficam juntos!.

#### Jeriba Sinclair
- Intérprete: Marlon Young

Jeriba Sinclair: Treinador de basquetebol e professor de ginástica na Pinkerton High's. Ele também é conselheiro de orientação de RJ, embora seja muito pouco apoiante a dar conselhos a RJ. Ele acaba tendo um caso amoroso com a mãe de RJ Berger, e isso traz um certo transtorno para ele.

#### Claire Sengupta
- Intérprete: Noureen DeWulf

Claire Sengupta: Ficou pouco tempo na série, Se tornou o novo  interesse amoroso de RJ. Uma índiana adolescente criada no Reino Unido. Ela tem muito em comum com o RJ, como ambos são fãs  de Excaliboar e nerds. Claire também é mais extrovertida e teimosa que RJ e não tem medo de o defender.

#### Kevin Stern
- Intérprete: Adam Cagley

Kevin Stern: Um nerd com excesso de peso, que é conhecido por RJ e Miles. Ele tem que usar uma cadeira mecânica para mover-se. Ele também é membro da United Nations Model Club.

## Personagens Secundários
- Lori Alan como  Linda Robbins
- Kristopher Higgins como  Mario
- JC Gonzalez como  Dancer with dagger
- Justin Cone como  Guillermo
- Salar Ghajar como  Trent
- Jim Hanna como  Bill Robbin
- John Colton como  Mister Levy
- Albert Kuo como  Asian Kid

## Episódios

### 1ª Temporada
1. "Pilot"
2. "Yes We Can't"
3. "The Berger Cometh"
4. "Here's to You, Mrs. Robbins"
5. "The Rebound"
6. "Over The Rainblow"
7. "Tell and Kiss"
8. "Nerds Gone Wild"
9. "It's All About the Hamiltons"
10. "Behind Enemy Lines"
11. "Lily Pad"
12. "The Right Thing"

### 2ª Temporada
1. "Rj's Choice"
2. "Cousin Vinny"
3. "The Lock-In"
4. "The Ugly Jenny"
5. "Deadliest Crotch"
6. "Saving Dick"
7. " You, I and Weezer"
8. "Give me a 'P"
9. "Hunkeez"
10. "Sex. Teen. Candles"
11. "Steany Surprise"
12. "The Better Man (Season Finale)"

## Lançamento Internacional
| País / Região | Canal     | Data de estreia       |
| ------------- | --------- | --------------------- |
| Canadá        | MuchMusic | 7 de Junho de 2010    |
| Holanda       | MTV       | 18 de Agosto de 2010  |
| Alemanha      | MTV       | 22 de Agosto de 2010  |
| Itália        | MTV       | 9 de Setembro de 2010 |
| França        | MTV       | Setembro de 2010      |
| Brasil        | MTV       | 4 de Outubro de 2010  |
| Portugal      | MTV       | 5 de Setembro de 2010 |
| Reino Unido   | MTV       | Em Breve              |
| Irlanda       | MTV       | Em Breve              |
| Austrália     | MTV       | Em Breve              |
| África do Sul | MTV       | Em Breve              |
| Eslovénia     | MTV       | Em Breve              |
| Croácia       | MTV       | Em Breve              |
| Sérvia        | MTV       | Em Breve              |